# Пастушок смугастий
Пастушок смугастий (Hypotaenidia philippensis) — вид журавлеподібних птахів родини пастушкових (Rallidae).

## Поширення
Ареал виду охоплює більшу частину Індомалаї, Австралії та Океанії. Трапляється на Кокосових (Кілінг) островах, Філіппінах, Індонезії, Палау, Папуа Новій Гвінеї, Соломонових островах, Австралії, острові Норфолк, Новій Зеландії, Новій Каледонії, Вануату, Фіджі, Тонга, Самоа та Ніуе. Підвид macquariensis з острова Маккуорі в Австралії вимер наприкінці 1800-х років.

## Підвиди
Виділяють численні таксони:
- H. p. admiralitatis (Stresemann, 1929), Острови Адміралтейства
- H. p. anachoretae (Mayr, 1949), Канієтські острови
- H. p. andrewsi (Mathews, 1911), Кокосові острови
- H. p. assimilis (G. R. Gray, 1843), Нова Зеландія
- H. p. chlandleri, північ Сулавесі
- H. p. christophori (Mayr, 1938), Соломонові острови
- H. p. ecaudatus (J. F. Miller, 1783), південно-західна частина Тихого океану
- H. p. goodsoni (Mathews, 1911), Самоа та Ніуе
- H. p. lacustris (Mayr, 1938), Нова Гвінея
- H. p. lesouefi (Mathews, 1911), Новий Ганновер, острови Табар і Танга, можливо, Нова Ірландія
- †H. p. macquariensis (Hutton, 1879), Маккуорі
- H. p. mellori (Mathews, 1912), Австралія і Тасманія
- H. p. meyeri (Hartert, 1930), острів Віту (Папуа Нова Гвінея)
- H. p. pelewensis (Mayr, 1933), Палау
- H. p. philippensis (Linnaeus, 1766), Філіппіни, Сулавесі, Буру та Малі Зондські острови
- H. p. praedo (Mayr, 1949), острів Скокі
- H. p. randi (Mayr & Gilliard, 1951)
- H. p. reductus (Mayr, 1938), northern Нова Гвінея
- H. p. sethsmithi (Mathews, 1911), Вануату, Фіджі
- H. p. morpha sharpei (Büttikofer, 1893), Індонезія
- H. p. swindellsi (Mathews, 1911), Нова Каледонія та острови Луайоте
- H. p. tounelieri Schodde & Naurois, 1982, острови Коралового моря
- H. p. wahgiensis (Mayr & Gilliard, 1951), центральне нагір'я Нової Гвінеї
- H. p. wilkinsoni (Mathews, 1911), острів Флорес
- H. p. xerophilus (Bemmel & Hoogerwerf, 1940), Індонезія
- H. p. yorki, Молуккські острови, західна і південна Нова Гвінея

## Опис
Птах завдовжки приблизно 30 см. Верхні ділянки переважно коричневі, а нижні — з дрібними чорними та білими смугами. Він також має білу надбрівну область, дві коричневі смуги, які з'єднуються з боків дзьоба позаду шиї, і червоно-коричневу смугу на грудях.

## Спосіб життя
Середовищем проживання цих птахів є густа рослинність на околицях різних водойм. Зустрічаються вони також поблизу антропогенних водойм, таких як відстійники, дренажні канави. Їжею цих птахів є ракоподібні, молюски, комахи, амфібії, павукоподібні, яйця черепах і птахів, дрібна риба, падло, насіння та відходи. Зазвичай годуються рано вранці і ввечері. Зазвичай вони спостерігаються поодинці або парами.
Період розмноження варіюється в залежності від ареалу. Гніздо розташовують у високій траві або комисі, будівельним матеріалом служить трава. Кладка складається з 5–8 яєць. Обидва птахи в парі висиджують його близько 19 днів. Молодняк покидає гніздо через добу після вилуплення. Тоді вони перебувають під наглядом батьків, харчуються самостійно або отримують їжу від матері.